# Sergi Guardiola
Sergi Guardiola (Manacor, 1991. május 29. –) spanyol labdarúgó, a Cádiz csatárja kölcsönben a Valladolid csapatától.

## Pályafutása
Guardiola a spanyolországi Manacor városában született. Az ifjúsági pályafutását a Jumilla csapatában kezdte, majd a Lorca Deportiva akadémiájánál folytatta.
2010-ben mutatkozott be a Lorca Deportiva felnőtt keretében. 2010 és 2017 között alacsonyabb osztályú spanyol csapatokban játszott. 2017-ben a másodosztályban szereplő Córdobához igazolt. A 2018–19-es szezon első felében az első osztályban érdekelt Getafénél szerepelt kölcsönben. 2019. január 25-én 5½ éves szerződést kötött a Valladolid együttesével. Először a 2019. január 27-ei, Celta Vigo ellen 2–1-re megnyert mérkőzésen lépett pályára. Első gólját 2019. március 17-én, az Eibar ellen idegenben 2–1-es győzelemmel zárult találkozón szerezte meg. 2021 és 2023 között a Rayo Vallecano és a Cádiz csapatát erősítette kölcsönben.

## Statisztikák
2023. április 30. szerint
| Klub                        | Szezon   | Osztály          | Bajnokság | Bajnokság | Kupa és Ligakupa | Kupa és Ligakupa | Nemzetközi | Nemzetközi | Összesen | Összesen |
| Klub                        | Szezon   | Osztály          | Meccs     | Gól       | Meccs            | Gól              | Meccs      | Gól        | Meccs    | Gól      |
| --------------------------- | -------- | ---------------- | --------- | --------- | ---------------- | ---------------- | ---------- | ---------- | -------- | -------- |
| Córdoba                     | 2017–18  | Segunda División | 40        | 22        | 2                | 2                | —          | —          | 42       | 24       |
| Getafe (kölcsönben)         | 2018–19  | La Liga          | 3         | 0         | 2                | 0                | —          | —          | 5        | 0        |
| Valladolid                  | 2018–19  | La Liga          | 17        | 3         | 0                | 0                | —          | —          | 17       | 3        |
| Valladolid                  | 2019–20  | La Liga          | 35        | 8         | 1                | 0                | —          | —          | 36       | 8        |
| Valladolid                  | 2020–21  | La Liga          | 29        | 1         | 2                | 0                | —          | —          | 31       | 1        |
| Valladolid                  | 2022–23  | La Liga          | 14        | 0         | 1                | 0                | —          | —          | 15       | 0        |
| Valladolid                  | Összesen | Összesen         | 95        | 12        | 4                | 0                | 0          | 0          | 99       | 12       |
| Rayo Vallecano (kölcsönben) | 2021–22  | La Liga          | 32        | 8         | 6                | 2                | —          | —          | 38       | 10       |
| Cádiz (kölcsönben)          | 2022–23  | La Liga          | 12        | 3         | 0                | 0                | —          | —          | 12       | 3        |
| Összesen                    | Összesen | Összesen         | 182       | 45        | 14               | 4                | 0          | 0          | 196      | 49       |